# Heinz-Galinski-Preis
Der Heinz-Galinski-Preis wird von der Heinz-Galinski-Stiftung der Jüdischen Gemeinde Berlin verliehen.

## Beschreibung
Die Auszeichnung ist nach dem 1992 verstorbenen langjährigen Vorsitzenden der Jüdischen Gemeinde Berlin und des Zentralrats der Juden in Deutschland, Heinz Galinski, benannt. Sie wird für besondere Verdienste in der deutsch-jüdischen Verständigung und besonderes Engagement bei der „Förderung von Toleranz, Bildung und des Völkerverständigungsgedankens“ vergeben.
Die Dotierung lag 2001 bei 25.000 Mark, später bei 5000 Euro.

## Preisträger
- 1989: Siegfried Lenz
- 1990: Ralph Giordano
- 1991: Irmgard von zur Mühlen und Lea Rosh
- 1992: Edgar Hilsenrath und Joachim Wagner
- 1993: Richard von Weizsäcker
- 1994: Klaus Schütz und Asher Ben-Natan
- 1996: Anna Elisabeth Rosmus und Benjamin Ortmeyer
- 1997: Barbara John
- 1998: Hans-Jochen Vogel
- 1999: Dietmar Schönherr
- 2000: Israel Singer
- 2001: Wolf Biermann und Arno Lustiger[3]
- 2002: Joschka Fischer
- 2003: Jan Philipp Reemtsma
- 2004: Ernst Cramer
- 2005: Hildegard Hamm-Brücher
- 2006: Annemarie Renger
- 2007: Volkhard Knigge
- 2008: Schimon Stein
- 2009: Deutsch-Israelische Hilfe für krebskranke Kinder e. V.
- 2010: André Schmitz
- 2011: W. Michael Blumenthal
- 2012: Angela Merkel
- 2013: Rudolf Dreßler
- 2017: Reinhold Robbe
- 2018: Wolfgang Schäuble

(Quelle:)